# Vodna komora
Vodna komora ili vodostan se gradi u slučaju da je dovodni tunel dugačak (može biti i 10 do 20 km), te pri pokretanju hidroelektrane se vodna masa ne može u kratkom roku (10-20 sekundi) pokrenuti i dobiti brzinu da bi se na vodnim turbinama stvorila dovoljna snaga za proizvodnju električne energije. Da bi se umanjilo neželjeno djelovanje tromosti vode, kao i da bi se izbjegli utjecaji koji nastaju zbog njene stišljivosti (vodni udar), u blizini turbine se grade vodne komore. Osnovna zadaća vodne komore je da se pri ulasku turbine u pogon osigura dio vode prije nego što on poteče u dovoljnoj količini kroz dovodni tunel, te da prihvati dio vode koja se kreće dovodnim tunelom pri zaustavljanju turbina. Na taj način se izbjegava nagla promjena brzine u dovodnom tunelu i pojava vodnog udara.
Kada turbina radi u jednolikom režimu (kvazistacionarnom), tada vodna komora predstavlja piezometar. Razina u vodnoj komori odgovara visini piezometarske linije neovisno o površini poprečnog presjeka komore.
Promjena režima rada turbine se prvo osjeća u tlačnom cjevovodu, gdje se javlja vodni udar. Vodna komora sprječava napredovanje udara i njegovo širenje u dovodni tunel, što i je glavna funkcija vodne komore. Dužina tlačnog cjevovoda je znatno smanjena vodnom komorom, pa je i veličina hidrauličkog udara u njemu manja, jer se smanjenje protoka može svesti na "postupno zatvaranje".
Prilikom ulaska turbine u pogon (pojava protoka), dolazi do pražnjenja vodne komore, a time i smanjenja tlaka na kraju dovodnog tunela što izaziva pokretanje vode u njemu. Voda se u tunelu ubrzava do te mjere da je protok u dovodnom tunelu veći od protoka prema turbinama,  pa razina vode u komori počinje rasti što smanjuje tlak na kraju tunela, a time i protok. Na taj način se uspostavlja oscilacija vodnih masa u sistemu umjetno jezero - dovodni tunel - vodna komora. Zbog viskoznosti vode i trenja koje se javlja, oscilacije se smanjuju. Jedan od zadataka hidrauličkog proračuna je određivanje najniže kote u komori da nebi došlo do uvlačenja zraka u dovodni i tlačni tunel. Prilikom dimenzioniranja vodnih komora treba voditi računa i o njihovoj stabilnosti.
Slična pojava se deševa i prilikom zaustavljanja rada turbina. Razina u komori se zaustavlja na razini vode u umjetnom jezeru.

## Tipovi vodnih komora
Raspon oscilacija vodostaja u vodnoj komori pri naglom opterećenju ili rasterećenju je znatan, tako da su potrebne velike dimenzije vodnih komora. Kako su vodne komore podzemni objekti, njihova izgradnja je skupa, pa je uloženo mnogo truda u iznalaženju optimalnog oblika vodne komore, koja bi uz najmanje ulaganje sredstava zadovoljila kriterije stabilnosti. Postoji nekoliko osnovnih tipova vodnih komora:

### Cilindrična vodna komora
Cilindrična vodna komora ima velike dimenzije, ali je zbog jednostavnosti za nju razrađena najbolja teorija. Ovaj tip vodne komore se koristi kod razrade idejnih projekata, ali se ne susreće često na izvedenim objektima, jer formiraju relativno sporo prigušenje oscilacija vodnih masa, te je potreban veliki iskop materijala za njihovu izgradnju. Najčešće se primjenjuju tamo gdje postoji opasnost od progresivnih oscilacija, te je potrebna velika površina poprečnog presjeka.

### Vodna komora s gornjim proširenjem
Vodna komora s gornjim proširenjem ima za cilj smanjiti maksimalno dizanje vodostaja, čime je dovodni tunel izložen manjim opterećenjima nego u slučaju cilindrične vodne komore.

### Raščlanjena vodna komora
Raščlanjena vodna komora smanjuje maksimalne i minimalne vodostaje, čime se štedi prostor vodne komore, smanjuje maksimalni vodostaj i osigurava od uvlačenja zraka u cjevovode. Ovaj tip komore se danas najčešće susreće.

### Vodna komora s prigušivačem
Vodna komora s prigušivačem, u odnosu na cilindričnu vodnu komoru smanjuje maksimalno dizanje radi rasipanja energije toka na prigušivaču. Kod pražnjenja komore prigušivač predstavlja nedostatak, jer smanjuje tlakove u cjevovodu, tako da ga je potrebno oblikovati asimetrično kako bi u smjeru pražnjenja pružao što manji otpor.

### Diferencijalna vodna komora
Diferencijalna ili Johnsonova vodna komora ima oscilacije u užem oknu slične porastu tlaka kod tipa vodne komore s prigušivačem.

### Vodna komora na Venturi prolazu
Vodna komora na Venturi prolazu koristi se na malim padovima i kratkim dovodnim tunelima, gdje se nastoji iskoristiti učinak povećane brzine u suženju na stabilnost vodne komore. Ovaj tip se preporuča ispitati na hidrauličkom modelu.

### Vodna komora sa zračnim prigušivačem
Vodna komora sa zračnim prigušivačem zasniva se na činjenici da sabijeni zrak pri podizanju vodostaja usporava podizanje vode, te djeluje kao vodna komora većeg poprečnog presjeka.

### Dvojna vodna komora
Dvojna vodna komora se radi da bi se povećao poprečni presjek. Ako je dovodni tunel vrlo dugačak može se sagraditi i sustav vodnih komora, pri čemu treba posvetiti pažnju rezonanciji sustava.

## Stabilnost sustava vodne komore
Svaka elektrana mora pri puštanju u pogon biti sinkronizirana na mrežu, tj. mora proizvoditi struju određene frekvencije (najčešće 50 Hz ili 60 Hz ), a odstupanja smiju biti reda veličini ±0,2 %. Elektroenergetski sustav ne trpi promjene frekvencije, pa je u sustavu turbine i električnog generatora ugrađen i regulator protoka koji pomaže da se zadovolji taj uvjet. Regulator protoka na osnovi podataka o promjeni protoka ili tlaka mijenja položaj lopatica privodnog kola (ponekad i lopatica turbine), tako da bi se prilagodili protok i pad H, da snaga ostane konstantna.
Očito je da se pri smanjenju pada H mora povećati protok Q i obrnuto. Pri uključivanju turbine u pogon prazni se vodna komora i u njoj vodostaj opada čime se smanjuje pad H na turbini. Da bi snaga ostala ista, regulator povećava protok, čime se dodatno povećava pražnjenje komore. Sličan, ali obrnut proces se odvija kod zaustavljanja turbine kad regulator smanjuje protok i povećava oscilaciju. Regulator dakle ima tendenciju povećanja (amplificiranja) oscilacija. U slučaju da je komora malog poprečnog presjeka (to znači veliku oscilaciju) i relativno malih gubitaka koji slabo prigušuju oscilacije može utjecaj regulatora biti veći od utjecaja trenja pa se javljaju progresivne oscilacije.
Vodna komora mora biti tako dimenzionirana da se oscilacije u svakom slučaju amortiziraju. Stabilnost vodne komore se obično ispituje na najnepovoljniji slučaj, a najčešće su to uvjeti rada kad je umjetno jezero (gornja voda) na najnižoj koti, kota donje vode najviša, tunel je glatki i manevar parcijalnog povećanja od 50% - 100% snage.

## Vodna komora i tlačni cjevovod
Izbor oblika i dimenzija vodne komore jedan je od složenijih problema u hidroenergetici i rješavaju ga zajednički projektant i isporučilac turbine, jer od toga zavisi pravilan rad hidroelektrane. Proračunate vrijednosti provjeravaju se za složenije slučajeve na hidrauličkom modelu. Ako je i odvod pod tlakom, u računu treba razmatrati spregnuti rad dovoda i odvoda. 
Na ulazu u tlačnu cijev (u vodnoj komori ili neposredno iza nje), postavlja se zatvarač. Ako je u vodnoj komori, on je tablastog tipa, s mehanizmom za podizanje, koji se nalazi iznad maksimalne razine vode u vodnoj komori. Zatvarač se zatvara automatski i brzo, kad se poveća brzina vode, zbog pucanja tlačne cijevi. Iza tablastog zatvarača postavlja se cijev za odzračivanje tlačne cijevi, a u zatvaraču otvor za njeno punjenje. 
Budući da vodna komora mora biti u donjem dijelu otvorena, gornji dio ima izlaz s pristupnim tunelom. U oknu treba predvidjeti čelične ljestve ili stepenice s odmorištem. U dnu vodne komore dobro je načiniti taložnicu, da se zadrži otpaci obloge ili nepokupljeni ostaci u tunelu, kako bi se od njih zaštitile turbine. 
Ako ima više tlačnih cijevi, teško je smjestiti sve zatvarače u vodnu komoru. Osim toga, građevinski i montažni radovi tada se vremenski preklapaju. Zbog toga se postavljaju leptirasti zatvarači u tlačne cijevi, smješteni u posebnoj zasunskoj komori ili neki drugi tip cijevnih zasuna. Često se ugrađuju dva zatvarača zbog sigurnosti.